# Clément-Bayard No. 1
Die Clément-Bayard No. 1 war ein Luftschiff, das 1908 in der Fabrik des französischen Industriellen Adolphe Clément-Bayard fertiggestellt wurde. 

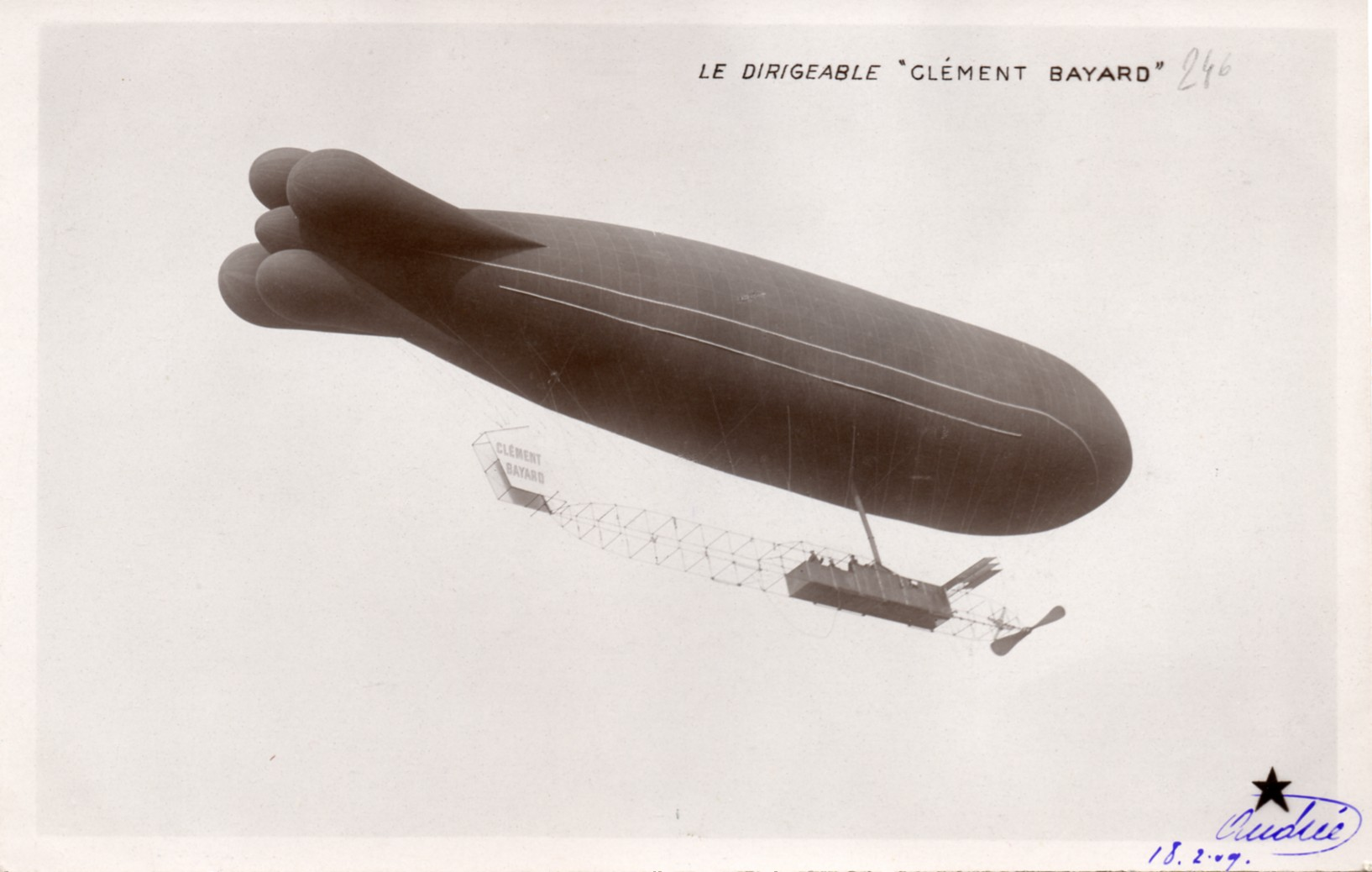
Clément-Bayard Luftschiff

## Geschichte
Clément-Bayard lieferte die Gondel und die Antriebsanlage, während die Hülle von Société Astra hergestellt wurde. Der Jungfernflug fand am 28. Oktober 1908 unter der Leitung von Henry Kapférer statt. Bis dahin war es das größte französische Luftschiff. Es folgten mehrere Flüge, darunter ein Überlandflug mit einer Gesamtlänge von 200 km. Dabei wurde ein nationaler Dauer- und Geschwindigkeitsrekord aufgestellt.
Clément-Bayard beabsichtigte, das Luftschiff zu einem Preis von 500.000 Francs an die französische Regierung zu verkaufen. Diese hatte jedoch kein Interesse, da sie den Kaufpreis für zu hoch hielt. Jedoch zeigte die russische Regierung Interesse und es kam am 23. August 1909 zu Demonstrationsflügen in Paris. Louis Capazza steuerte das Luftschiff, mit dem er einen neuen Höhenrekord aufstellte. Bei der Landung erfassten Böen das Luftschiff. Es trieb ab und versank, nachdem es einige Bäume gestreift hatte, in der Seine. Es wurde geborgen und repariert. Die russische Armee stellte das Luftschiff unter dem Namen Berkut in Dienst.

## Technische Daten
| Kenngröße   | Clément-Bayard No. 1                   |
| ----------- | -------------------------------------- |
| Länge       | 56,25 m                                |
| Durchmesser | 10,58 m                                |
| Volumen     | 3.500 m³                               |
| Antrieb     | zwei Clément-Bayard Motoren mit 115 PS |